# Photographie (Magazin)
Photographie (eigene Schreibweise: PHOTOGRAPHIE) ist eine deutsche Foto-Zeitschrift. Die erste Ausgabe erschien im Januar 1977. Photographie wird seit 2015 vom Verlag IdeaTorial GmbH, Tostedt publiziert.

## Inhalt
Photographie berichtet über aktuelle digitale und analoge Fototechnik und bietet Tests und Kaufberatung. Zudem stellt die Zeitschrift mit Portfolios, Making-of-Reportagen, Interviews und Porträts renommierte Fotografen und junge Talente vor. In Praxisserien wird fotografisches Hintergrundwissen und praktisches Know-how für Amateure wie Profis vermittelt.

## Geschichte
Im Januar 1977 brachte Ernst Meier die erste Photographie-Ausgabe in der Schweiz heraus, einige Jahre später erschien die Zeitschrift dann auch in Deutschland. Hauptsitz der Redaktion war bis 1993 im schweizerischen Schaffhausen. Von 1976 bis 1991 amtete Urs Tillmanns als Schweizer Chefredaktor. 1993 wurde die Redaktion nach Düsseldorf verlegt, 2003 nach Essen und 2008 nach Hamburg. Ende 2009 übernahm der Hamburger Untitled Verlag das Magazin in sein Portfolio. Zum Jahreswechsel 2016 geht die PHOTOGRAPHIE in den Besitz der IdeaTorial GmbH, Redaktionsteam Späth, über. Chefredakteur ist auch weiterhin Frank Späth. Photographie ist offizielle Zeitschrift für die Mitglieder des Deutschen Verbandes für Fotografie (DVF).

## Auflagenstatistik
Im vierten Quartal 2014 lag die durchschnittliche verbreitete Auflage nach IVW bei 25.336 Exemplaren. Das sind 175 Exemplare pro Ausgabe mehr (+0,7 %) als im Vergleichsquartal des Vorjahres. Die Abonnentenzahl nahm innerhalb eines Jahres um 142 Abonnenten auf durchschnittlich 10.384 pro Ausgabe ab (−1,4 %); damit bezogen rund 41 % der Leser die Zeitschrift im Abo.
| Anzahl der verbreiteten Ausgaben | Anzahl der verbreiteten Ausgaben | Anzahl der verbreiteten Ausgaben | Anzahl der verbreiteten Ausgaben | Anzahl der verbreiteten Ausgaben |
| -------------------------------- | -------------------------------- | -------------------------------- | -------------------------------- | -------------------------------- |
| Quartal                          |                                  |                                  | Auflage a                        |                                  |
| IV/2008                          | IV/2008                          |                                  | 34.822                           | 34.822                           |
| IV/2009                          | IV/2009                          |                                  | 29.116                           | 29.116                           |
| IV/2010                          | IV/2010                          |                                  | 26.039                           | 26.039                           |
| IV/2011                          | IV/2011                          |                                  | 27.616                           | 27.616                           |
| IV/2012                          | IV/2012                          |                                  | 25.138                           | 25.138                           |
| IV/2013                          | IV/2013                          |                                  | 25.161                           | 25.161                           |
| IV/2014                          | IV/2014                          |                                  | 25.336                           | 25.336                           |
| Quelle: IVW                      |                                  |                                  |                                  |                                  |

| Anzahl der Abonnements | Anzahl der Abonnements | Anzahl der Abonnements | Anzahl der Abonnements | Anzahl der Abonnements |
| ---------------------- | ---------------------- | ---------------------- | ---------------------- | ---------------------- |
| Quartal                |                        |                        | Abos a                 |                        |
| IV/2008                | IV/2008                |                        | 13.317                 | 13.317                 |
| IV/2009                | IV/2009                |                        | 10.532                 | 10.532                 |
| IV/2010                | IV/2010                |                        | 10.071                 | 10.071                 |
| IV/2011                | IV/2011                |                        | 9.936                  | 9.936                  |
| IV/2012                | IV/2012                |                        | 10.568                 | 10.568                 |
| IV/2013                | IV/2013                |                        | 10.529                 | 10.529                 |
| IV/2014                | IV/2014                |                        | 10.384                 | 10.384                 |
| Quelle: IVW            |                        |                        |                        |                        |

## Engagement
Photographie zeichnet seit 1999 herausragende Leistungen von jungen Nachwuchsfotografen mit dem Fotopreis PhotoVision aus. Zudem ist Photographie Mitglied der Technical Image Press Association (TIPA).